# Caprinia diaphanalis
Caprinia diaphanalis là một loài bướm đêm trong họ Crambidae.